# Министерство финансов и экономического развития Эфиопии
Министерство финансов и экономического развития Эфиопии (ранее Министерство финансов) — министерство Правительства Эфиопии, обеспечивающее проведение единой финансовой и экономической политики, осуществляющее общее руководство в области организации финансов, экономики Эфиопии, в дополнение к распределению экономической помощи.
Исторически восходит к министерской системе, введенной императором Менеликом II.

## Список министров
За более века сменилось 19 министров
1. Мулугета Йеггазу 1907-1915
2. Хайле Вольде Гийоргис Микаэль 1915-1917
3. Текле Мариям 1930-1935
4. Маконнен Уолд 1941-1957
5. Йилма Дересса 1957-1970
6. Селассие Вольде Мескель 1960 (несколько месяцев)
7. Мамо Таддессе 1970-1973
8. Негаш Деста 1974-1976
9. Тефера Волдесемаят 1976-1982
10. Тесфайе Динга 1983-1986
11. Бекеле Тамират 1986 (15 дней)
12. Уолл Чекол 1986-1988
13. Теколла Деджене 1988-1990
14. Волдемариам Гирма 1990 (несколько месяцев)
15. Алемайеху Дхаба 1990-1994
16. Суфьян Ахмед 1994–2016
17. Abdulaziz Mohammed 2016
18. Abraham Tekeste 2016-2018
19. Ahmed Shide 2018– по настоящее время